# Pholioxenus therondi
Pholioxenus therondi är en skalbaggsart som beskrevs av Olexa 1984. Pholioxenus therondi ingår i släktet Pholioxenus och familjen stumpbaggar. Inga underarter finns listade i Catalogue of Life.